# Río Colorado (Río Negro)
Río Colorado ist die Hauptstadt des Departamento Pichi Mahuida in der Provinz Río Negro im südlichen Argentinien. 

## Geschichte
Während der Wüstenkampagne im Jahre 1879 überquerten die Truppen von Julio Argentino Roca den Río Colorado und schlugen am jenseitigen Ufer an einer schattigen Stelle ihr Lager auf und nannten sie daraufhin Buena Parada (Guter Halteplatz). 
Im 20. Jahrhundert wurde Buena Parada zur Hauptstadt des Departamento Adolfo Alsina. Mit dem Bau der Eisenbahn errichtete man in etwa 3 Kilometer Entfernung einen Bahnhof und siedelte die Bevölkerung um. Daraus wurde Río Colorado, dessen Gründungsdatum der 29. März 1901 ist.

## Feste
- Regata Aniversario de Río Colorado (Februar).
- Sagrado Corazón de Jesús (21. Oktober), Patronatsfest
- Fiesta Provincial de la Ganadería (November).